# دونن
شهر دونن (به فرانسوی: Denain) در شهرستان نور (فرانسه) در ناحیه شمال کاله با جمعیت ۲۰٬۳۳۹ نفر در کشور فرانسه واقع شده‌است.

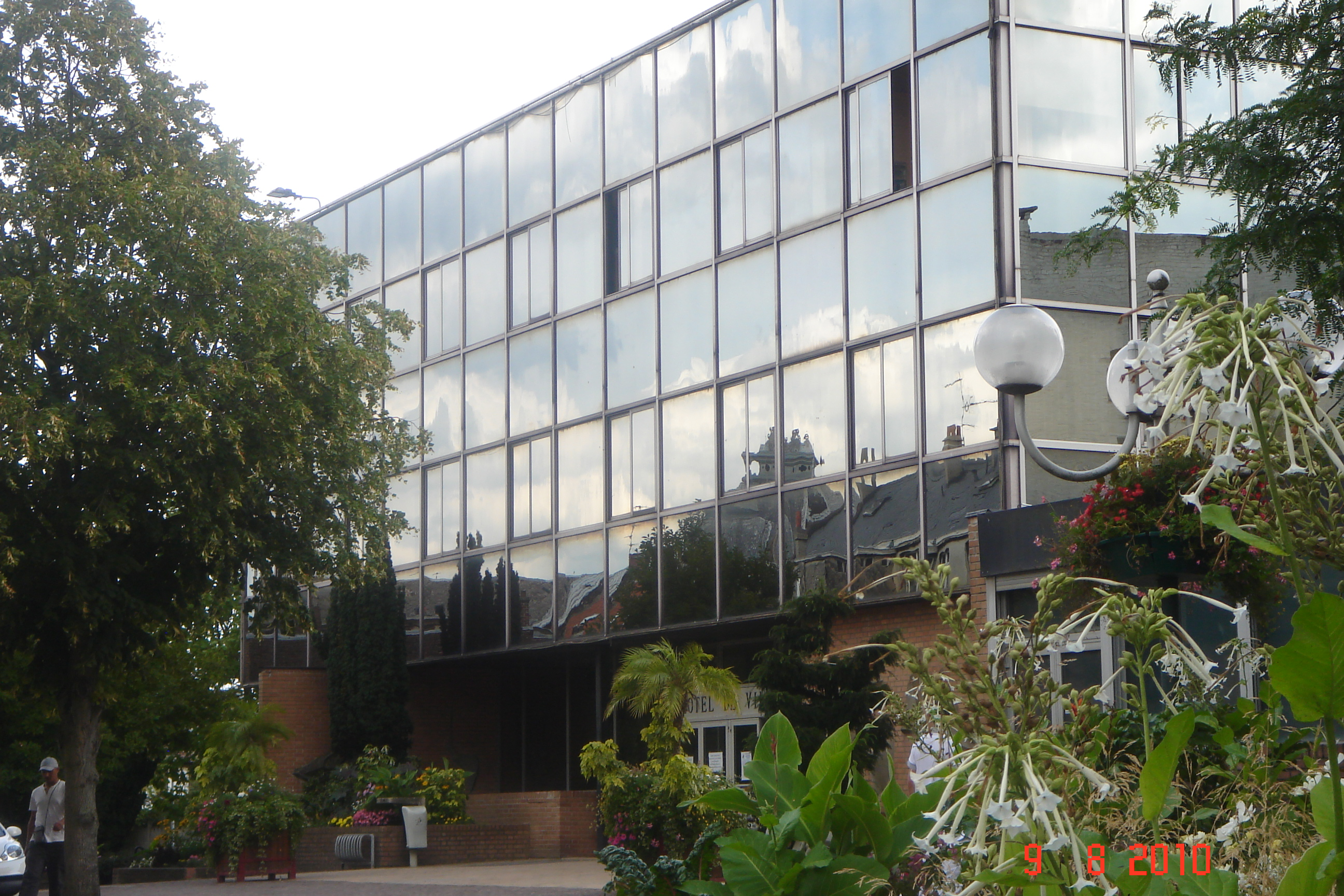
La Mairie Photo:Serge Ottaviani